# سرف (منطقة)
سَرِف تعرف حاليًا باسم النوارية٬ هي موضع يقع بين التنعيم ووادي فاطمة شمال غرب مكة المكرمة على بعد 12 كم منها٬ ويعد أحد أحياء ضواحي مكة المكرمة الشمالية الغربية٬ أصبحت لهذا الوادي أهمية تاريخية فقد تزوج الرسول محمد بميمونة بنت الحارث فيه، وهناك بنى بها٬ وبه توفيت ودفنت٬ وقبرها معروف مشهور٬ إذ يقع على يمين القادم إلى مكة المكرمة. تكثر في هذا الوادي مصانع النورة٬ وأفران حرق الآجر.